# 盈徳駅

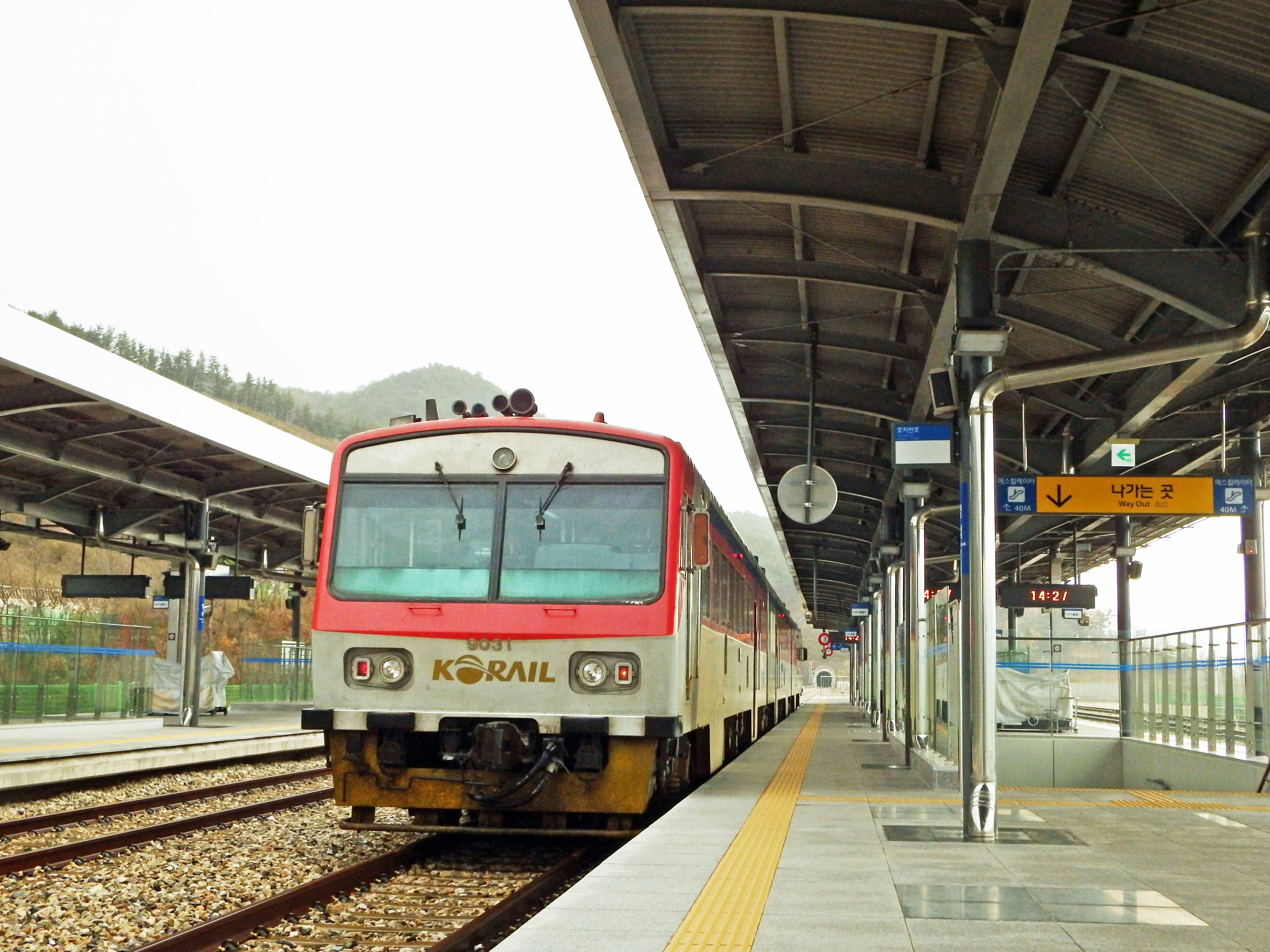
停車中の列車

盈徳駅（ヨンドクえき）は、大韓民国慶尚北道盈徳郡にある、韓国鉄道公社（KORAIL）東海線の駅である。

## 駅構造
- 島式ホーム2面4線の高架駅である。

## 歴史
- 2018年1月26日：開業[1]。

## 隣の駅
韓国鉄道公社
東海線
江口駅 - 盈徳駅 - 寧海